# Пірати Карибського моря
«Пірати Карибського моря» (англ. Pirates of the Caribbean) — діснеївська франшиза, що охоплює численні тематичні парки атракціонів, серії фільмів та спін-офф романів, а також низку пов'язаних відеоігор тощо. Франшиза бере свій початок з однойменного тематичного парку атракціонів Волта Діснея, який відкрився в Діснейленді в 1967 році і був одним з останніх атракціонів Діснейленду, курованих Волтом Діснеєм. Дісней заснував атракціон на піратських легендах, фольклорі та романах, наприклад, італійського письменника Еміліо Сальґарі.
У 2003 році вийшов фільм «Прокляття Чорної перлини»; за ним було чотири сиквела. Фільми, спродюсовані Джеррі Брукгаймером і написані сценаристами Тедом Еліоттом і Террі Россіо, зібрали понад 4,5 мільярда доларів по всьому світові до 2019 року, що поставило кінофраншизу на 16-е місце у списку найкасовіших франшиз та кіносеріалів усіх часів. Франшиза «Пірати Карибського моря» також є однією з найкасовіших усіх часів. Атракціони можна знайти у п'яти тематичних парках відпочинку «Disney».

## Атракціони

### Pirates of the Caribbean

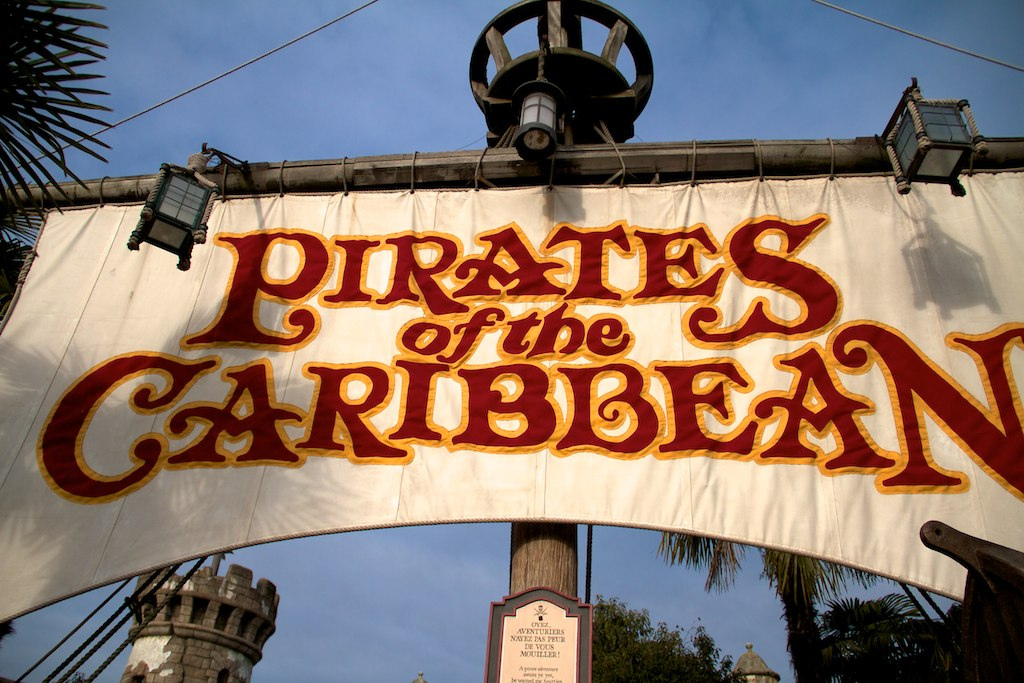
«Pirates of the Caribbean» в Паризькому Діснейленді

«Pirates of the Caribbean» — це похмурий атракціон у Діснейленді, Дісней Ворлді, Токійському Діснейленді та Паризькому Діснейленді. Діснеївський варіант «Pirates of the Caribbean», що відкрився 18 березня 1967 року, став останнім атракціоном, у розробці якого брав участь сам Волт Дісней, дебютувавши через три місяці після його смерті. Атракціон породив пісню «Yo Ho (A Pirate's Life for Me)», написану Джорджем Брунсом і Ксав'є Атенсіо і виконану в записі атракціону гуртом «The Mellomen».

### Pirate's Lair on Tom Sawyer Island
«Pirate's Lair on Tom Sawyer Island» — це ребрендинг острова Тома Соєра, штучного острова, оточеного річками Америки у Діснейленді, Магічному Королівстві та Токійському Діснейленді. Він містить споруди та печери з посиланнями до персонажів Марка Твена з роману «Пригоди Тома Соєра», а також надає інтерактивні, скелелазні та мальовничі можливості. У Діснейленді в 2007 році «Disney» додали посилання до серії фільмів «Пірати Карибського моря».

### Pirates of the Caribbean: Battle for the Sunken Treasure
«Pirates of the Caribbean: Battle for the Sunken Treasure» — це магнітний атракціон у Діснейленді в Шанхаї. Він використовує сюжетну лінію, що базується на серії фільмів «Пірати Карибського моря». Він поєднує у собі цифрову проекційну технологію великого екрану з традиційними декораціями та аудіоаніматронікою. «Walt Disney Imagineering» розробила атракціон, а «Industrial Light & Magic» створила візуальні ефекти, згенеровані комп'ютером.

## Серія фільмів
1. Пірати Карибського моря: Прокляття Чорної перлини (2003)
2. Пірати Карибського моря: Скриня мерця (2006)
3. Пірати Карибського моря: На краю світу (2007)
4. Пірати Карибського моря: На дивних берегах (2011)
5. Пірати Карибського моря: Помста Салазара (2017)
6. Безіменний шостий фільм «Пірати Карибського моря» (2027)[5][6][7]

## Комікси
Серія коміксів «Пірати Карибського моря» від «Joe Books Ltd»:
- The Guardians of Windward Cove
- Smoke on the Water
- Banshee's Boon
- Mother of Water
- Beyond Port Royal

Адаптації коміксів:
- Pirates of the Caribbean: At World's End (комічний)
- Pirates of the Caribbean: Dead Man's Chest (комічний)
- Pirates of the Caribbean: Dead Men Tell No Tales: Movie Graphic Novel
- Pirates of the Caribbean: The Curse of the Black Pearl (комічний)

Комікси також публікувалися в журналах «Disney Adventures» і «Pirati dei Caraibi».